# کایکهه هیل
کایکهه هیل (به لاتین: Kaikohe Hill) یک کوه در نیوزیلند است که در منطقه نورثلند واقع شده‌است. کایکهه هیل ۲۸۲ متر بالاتر از سطح دریا واقع شده‌است.